# Echinopsis maximiliana
Echinopsis maximiliana là một loài thực vật có hoa trong họ Cactaceae. Loài này được Heyder ex A.Dietr. mô tả khoa học đầu tiên năm 1846.

## Hình ảnh

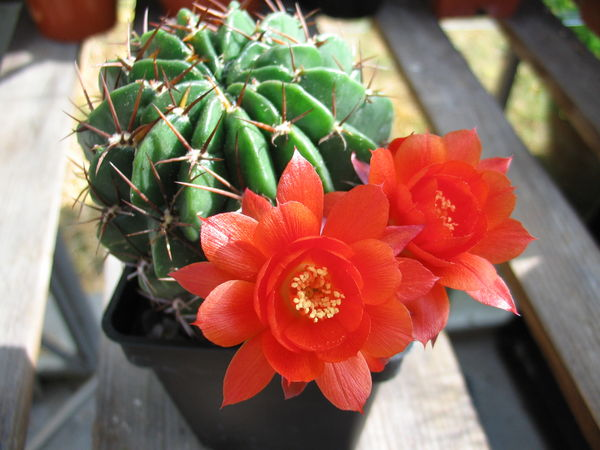
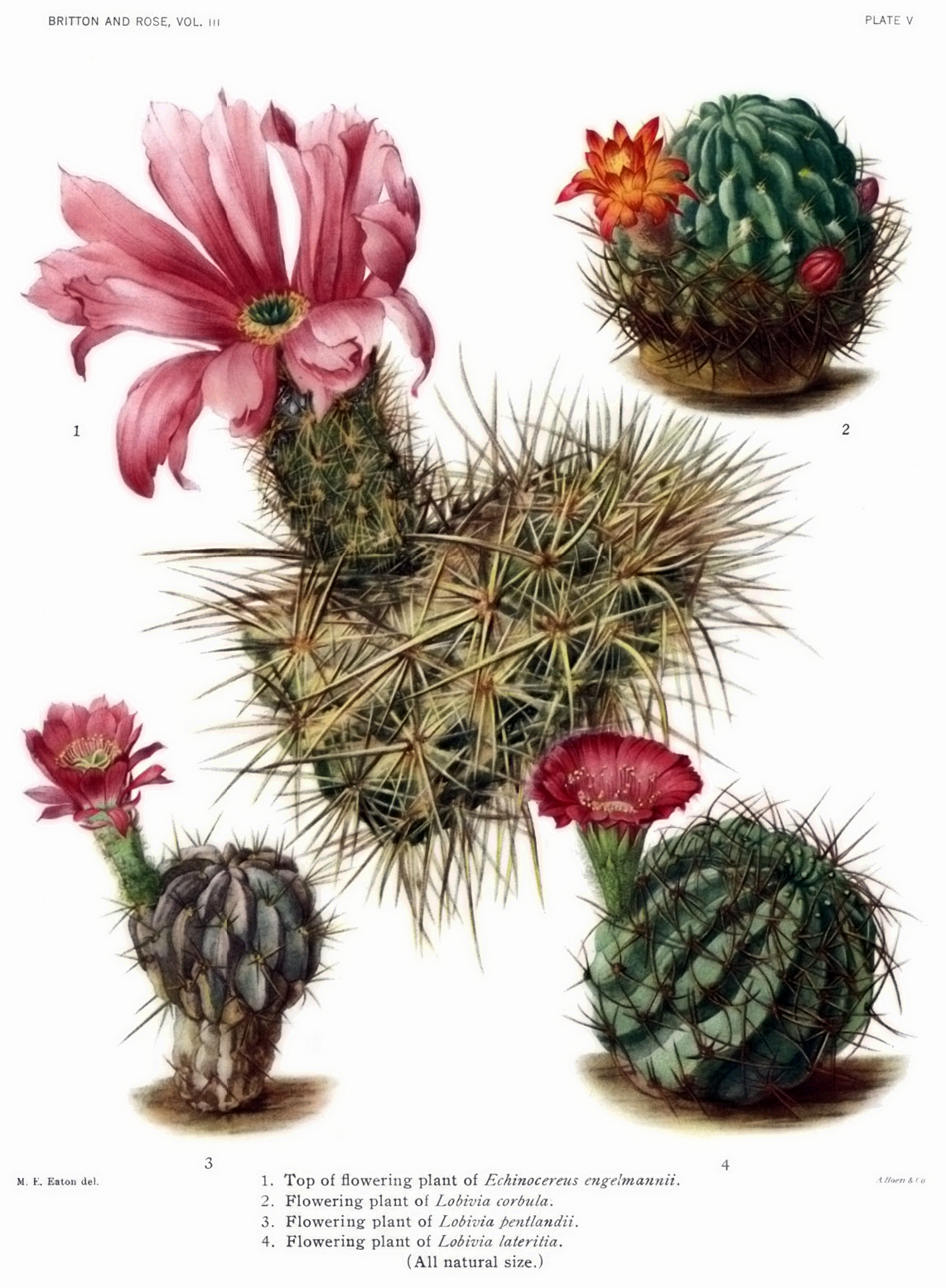